# 대가리 (영화)
《대가리》는 2020년 개봉된 액션 단편 영화이다.

## 줄거리
이기고 지는 것이 이 세상의 룰이다!
한 판 붙자!
2학년의 짱 이 되려는 한철과 그의 패거리 건모, 민호. 도장깨기처럼 2학년의 실력자들을 차례로 물리친다. 상대로 상길을 고르게 되고 짱을 가리자고 대뜸 말하며 학교가 끝나고 둘의 무리들은 뒷골목에서 싸움을 하게 된다. 경찰의 등장으로 싸움은 결판은 나지 않았지만 서로의 실력을 알게 되는 자리가 된다.
그러던 중 운둔 고수인 진만에 대해서 영상을 통해 알게 된 한철. 그렇게 진행되는 상황도 모른 채 민수는 운동을 배우기 위해 진만이 운동하는 복싱장을 찾게 되고 그렇게 둘의 적과의 동침이 시작된다. 이후 진만에게 현상금을 걸어서 진만을 자극하는 한철. 그 속에 유경이라는 인물이 진만에게 붙어 여자친구 행세를 하며 진만을 홀린다..평화로운 분위기로만 흘러가는 듯 하지만 상길은 제대로 마음 먹고 나온 한철을 막기 위해 진만을 찾게 되고 현상금을 뒤집어 생각하여 상길이 진만을 이기게 된 조건을 거짓으로 만들게 된다. 그리고 한철과 상길의 만남에서 한철은 의심을 하게 된다.
결국 한철과의 승부를 가리는 진만. 서로 주고받으며 한쪽으로 쏠리는 분위기가 아닌 막상막하인 상황 속에서 싸움이 펼쳐지는데...

## 출연진
- 서세명 : 박진만 역
- 이준상 : 한철 역
- 남승민 : 김민수 역
- 이왕수 : 건모 역
- 최우준 : 민호 역
- 정현욱 : 상길 역
- 이도연 : 성재 역
- 임준혁 : 민재 역
- 여은채 : 유경 역
- 최지원 : 소라 역
- 지니 : 가영 역
- 처음 : 연지 역
- 박종환 : 부동산 사장 역 (우정출연)
- 김대경 : 관장님 역 (우정출연)